# Frullanoides tristis
Frullanoides tristis är en bladmossart som först beskrevs av Franz Stephani, och fick sitt nu gällande namn av Van Slageren. Frullanoides tristis ingår i släktet Frullanoides och familjen Lejeuneaceae. Inga underarter finns listade i Catalogue of Life.